# Чернішоара-Флоресе
Чернішоара-Флоресе (рум. Cernișoara Florese) — село у повіті Хунедоара в Румунії. Входить до складу комуни Буніла.
Село розташоване на відстані 302 км на північний захід від Бухареста, 28 км на південний захід від Деви, 141 км на південний захід від Клуж-Напоки, 112 км на схід від Тімішоари.

## Населення
За даними перепису населення 2002 року у селі проживали 172 особи, усі — румуни. Усі жителі села рідною мовою назвали румунську.